# Timon Haugan
Timon Haugan (27 dicembre 1996) è uno sciatore alpino norvegese.

## Biografia
Attivo in gare FIS dal dicembre del 2011, Haugan ha esordito in Coppa Europa il 5 dicembre 2015 a Trysil in slalom gigante (49º) e in Coppa del Mondo il 22 dicembre 2017 a Madonna di Campiglio in slalom speciale (24º). Il 10 marzo 2018 ha colto a Berchtesgaden in slalom gigante la sua prima vittoria, nonché primo podio, in Coppa Europa e l'8 febbraio 2020 a Chamonix in slalom speciale il primo podio in Coppa del Mondo (2º); ai Mondiali di Cortina d'Ampezzo 2021, sua prima presenza iridata, si è piazzato 14º nello slalom parallelo e non ha completato lo slalom speciale e ai XXIV Giochi olimpici invernali di Pechino 2022, sua prima presenza olimpica, ha vinto la medaglia di bronzo nella gara a squadre. Ai Mondiali di Courchevel/Méribel 2023 ha vinto la medaglia d'argento nella gara a squadre e quella di bronzo nel parallelo ed è stato 17º nello slalom speciale; il 17 marzo 2024 ha conquistato a Saalbach-Hinterglemm in slalom speciale la prima vittoria in Coppa del Mondo e in quella stessa stagione 2023-2024 è stato 3º nella classifica della Coppa del Mondo di slalom speciale. Ai Mondiali di Saalbach-Hinterglemm 2025 è stato 7º nello slalom gigante, 5º nello slalom speciale, 9º nella combinata a squadre e 7º nella gara a squadre; anche in quella stagione 2024-2025 è stato 3º nella Coppa del Mondo di slalom speciale.

## Palmarès

### Olimpiadi
- 1 medaglia:
  - 1 bronzo (gara a squadre a Pechino 2022)

### Mondiali
- 2 medaglie:
  - 1 argento (gara a squadre a Courchevel/Méribel 2023)
  - 1 bronzo (slalom parallelo a Courchevel/Méribel 2023)

### Mondiali juniores
- 2 medaglie:
  - 1 argento (slalom gigante a Åre 2017)
  - 1 bronzo (gara a squadre a Soči/Roza Chutor 2016)

### Coppa del Mondo
- Miglior piazzamento in classifica generale: 5º nel 2025
- 10 podi (1 in slalom gigante, 9 in slalom speciale):
  - 4 vittorie (in slalom speciale)
  - 5 secondi posti (in slalom speciale)
  - 1 terzo posto (in slalom gigante)

#### Coppa del Mondo - vittorie
| Data             | Località             | Paese       | Specialità |
| ---------------- | -------------------- | ----------- | ---------- |
| 17 marzo 2024    | Saalbach-Hinterglemm | Austria     | SL         |
| 23 dicembre 2024 | Alta Badia           | Italia      | SL         |
| 29 gennaio 2025  | Schladming           | Austria     | SL         |
| 27 marzo 2025    | Sun Valley           | Stati Uniti | SL         |

Legenda:

SL = slalom speciale

#### Coppa del Mondo - gare a squadre
- 1 podio:
  - 1 vittoria

### Coppa Europa
- Miglior piazzamento in classifica generale: 3º nel 2019
- 5 podi:
  - 2 vittorie
  - 3 secondi posti

#### Coppa Europa - vittorie
| Data            | Località      | Paese    | Specialità |
| --------------- | ------------- | -------- | ---------- |
| 10 marzo 2018   | Berchtesgaden | Germania | GS         |
| 3 febbraio 2021 | Folgaria      | Italia   | GS         |

Legenda:

GS = slalom gigante

### Australia New Zealand Cup
- Miglior piazzamento in classifica generale: 8º nel 2024
- 2 podi:
  - 2 secondi posti

### Campionati norvegesi
- 5 medaglie:
  - 1 oro (slalom speciale nel 2025)
  - 3 argenti (slalom speciale nel 2017; slalom speciale nel 2021; slalom speciale nel 2022)
  - 1 bronzo (slalom gigante nel 2022)